# Dorobanți
Dorobanți (in ungherese Kisiratos) è un comune della Romania di 1 650 abitanti, ubicato nel distretto di Arad, nella regione storica del Transilvania.
L'economia del comune appare negli ultimi anni in buona crescita: Dorobanți è conosciuto da tempo come un importante centro agricolo della zona ed una risorsa che si sta iniziando a sfruttare sono le sorgenti termali, con acque che sgorgano naturalmente alla temperatura di circa 55 °C.